# Boêmios da Vila
O Grêmio Recreativo Cultural e Esportivo Escola de Samba Boêmios da Vila é uma escola de samba da  cidade de São Paulo.

## Segmentos

### Presidentes
| Nome             | Mandato      | Ref.  |
| ---------------- | ------------ | ----- |
| Adilson da Silva | ?-atualidade | [ 3 ] |

### Diretores
| Ano  | Diretor de Carnaval | Diretor geral de harmonia | Mestre de bateria | Ref.  |
| ---- | ------------------- | ------------------------- | ----------------- | ----- |
| 2014 | Adilson Da Silva    | Sr. Silas                 | Neguinho e Leo    |       |
| 2015 | Adilson Da Silva    | Marcelo Gurgel            | Neguinho          | [ 2 ] |
| 2019 | Adilson Da Silva    | Rogério (Fininho)         | Anderson          |       |

### Casal de Mestre-sala e Porta-bandeira
| Ano       | Nome            | Ref.  |
| --------- | --------------- | ----- |
| 2013-2015 | Ronaldo e Leila | [ 4 ] |

## Carnavais
| Ano                        | Colocação | Grupo | Enredo | Carnavalesco | Intérprete | Ref             |
| -------------------------- | --- | --- | --- | --- | --- | --------------- |
| 1991                       | 7°lugar | Seleção-B | Saudade do Bairro de Santo Amaro | | |                 |
| 1992                       | 6°lugar | Seleção-A | Pensando nos Boêmios e de Olho no Brasil | | |                 |
| 1993                       | Desclassificada | Desclassificada | Desclassificada | Desclassificada | Desclassificada | Desclassificada |
| 1994                       | Campeã | Seleção-B | Lendas Brasileiras | | |                 |
| 1995                       | 11ºlugar | 4-UESP | Carnaval Orixás, Boêmios em Noites Belas | | |                 |
| Suspensa entre 1996 a 1998 | | | | | |                 |
| 1999                       | 3ºlugar | Espera | Exaltando a Origem do Carnaval | | |                 |
| 2000                       | 3ºlugar | Espera | O mundo do circo | | |                 |
| 2001                       | 5º Lugar | Espera | Procissão da Paz | Adilson | |                 |
| 2002                       | 3º Lugar | Espera | S.O.S. Planeta Terra | Adilson | |                 |
| 2003                       | Campeã | Espera | Realidade de uma Infância | Adilson | |                 |
| 2004                       | 8º Lugar | 3-Oeste | Dia e Noite, Noite e Dia, Cidade de Mil Faces | | |                 |
| 2005                       | 4º Lugar | 3-Oeste | Zumbi dos Palmares um lamento de dor por um canto de liberdade                                                                                              | Fernando Silva | |                 |
| 2006                       | 17º Lugar | 3-UESP | Carnaval com 3 "S": Samba, Swing e Suor | Fernando Silva | |                 |
| 2007                       | 8º Lugar | Espera | Deste Teu Olhar Nasce a São Paulo do Meu Olhar | Fernando Silva | |                 |
| Suspensa entre 2008 a 2010 | | | | | |                 |
| 2011                       | 6º Lugar | 4-UESP | S.O.S. natureza | Fernando Silva | |                 |
| 2012                       | 5º Lugar | 4-UESP | Neste palco da alegria... a Boêmios vem mostrar que música anda de mãos dadas com a educação!                                                               | | |                 |
| 2013                       | 3º Lugar | 4-UESP | Na rota da fé salve o candomblé! | J.Ivo Brasil | |                 |
| 2014                       | 4º Lugar | 3-UESP | Eu sou o samba desde que o samba é semba | J.Ivo Brasil | | [ 3 ]           |
| 2015                       | Campeã | 3-UESP | Batam palmas que o cortejo vai passar | J.Ivo Brasil | | [ 2 ] [ 5 ]     |
| 2016                       | 8º lugar | 2-UESP | Sorria! Você está sendo beijado | J.Ivo Brasil | |                 |
| 2017                       | 5° lugar | 2-UESP | Ariano Suassuna - o rei, o palhaço e o profeta | J.Ivo Brasil | Rogerio Papa |                 |
| 2018                       | 7° lugar | 2-UESP | Da natureza ao Carnval. Tudo se recria, nada se perde. Tudo se transforma até em fantasia.                                                                  | J.Ivo Brasil | Rogerio Papa |                 |
| 2019                       | 6º lugar | 2-UESP | O movimento da periferia: União, garra e fé. Uma história de sucesso                                                                                        | Alexandre Tamarindo | Victor Araújo | [ 6 ]           |
| 2020                       | 9º Lugar | Especial de Bairros | Guerreiros – Com a proteção de São Jorge, Boêmios invoca grandes guerreiros                                                                                 | Alexandre Tamarindo | | [ 7 ]           |
| 2021                       | Inicialmente adiados para o mês de julho, os desfiles do Carnaval 2021 foram cancelados devido a pandemia de Covid-19. | Inicialmente adiados para o mês de julho, os desfiles do Carnaval 2021 foram cancelados devido a pandemia de Covid-19. | Inicialmente adiados para o mês de julho, os desfiles do Carnaval 2021 foram cancelados devido a pandemia de Covid-19.                                      | Inicialmente adiados para o mês de julho, os desfiles do Carnaval 2021 foram cancelados devido a pandemia de Covid-19. | Inicialmente adiados para o mês de julho, os desfiles do Carnaval 2021 foram cancelados devido a pandemia de Covid-19. | [ 8 ]           |
| 2022                       | 11º Lugar (Rebaixada)                                                                                                  | Especial de Bairros | Boêmios na alegria do futuro | | | [ 9 ] [ 10 ]    |
| 2023                       | 10º Lugar (Rebaixada)                                                                                                  | Acesso 1 de Bairros | Nos orixás a busca pela paz, num mundo cheio de violência, intolerância e guerras, o povo precisa de sua fé para seguir em frente com suas batalhas diárias | | | [ 11 ]          |
| 2024                       | 11° Lugar (Rebaixada)                                                                                                  | Acesso 2 de Bairros | Mulher Brasileira, Musa, Força e Raça | Alexandre Tamarindo | Victor Araujo | [ 12 ]          |